# فردی فنتون
فردی فنتون (انگلیسی: Freddie Fenton؛ زادهٔ فوریه ۱۸۷۹) بازیکن فوتبال اهل بریتانیا است.
از باشگاه‌هایی که در آن بازی کرده‌است می‌توان به باشگاه فوتبال سوئیندون تاون، باشگاه فوتبال گینزبورو ترینیتی، و باشگاه فوتبال وستهام یونایتد اشاره کرد.